# Teen Titans Go!
Teen Titans Go! ist ein Ableger der von 2003 bis 2006 erschienenen Zeichentrickserie Teen Titans. In dieser Version werden die Figuren in Chibi-Form dargestellt, und die Serie ist humoristischer.

## Inhalt
Die Teen Titans Robin, Starfire, Beast Boy, Raven und Cyborg sind fünf Superhelden, die ihre Heimatstadt Jump City vor Bösewichten und Monstern retten. Gleichzeitig müssen sie auch noch mit ihren Teenagerproblemen klarkommen.
- Robin (Dick Grayson) ist der Anführer der Teen Titans, er wird jedoch von den anderen Titans nicht sonderlich respektiert. Er ist mächtig in Starfire verliebt.
- Starfire ist eine freundliche Krieger-Prinzessin vom Planeten Tamaran. Sie ist sehr warmherzig und besitzt ein Haustier namens Silkie. Robin ist in sie verliebt.
- Beast Boy ist ein kleiner grüner Junge, der sich in jedes beliebige Tier verwandeln kann. Er ist Vegetarier, weil ihn das Verspeisen von Tieren zu einem Kannibalen machen würde. Außerdem ist er in Raven verliebt, ist aber auch der beste Freund von Cyborg.
- Raven ist ein Halbdämon und kann Gegenstände zum Schweben bringen. Ihr Gesicht wird meistens von einem Cape verdeckt, so dass man nur ihre Augen und ihren Mund sieht. Sie ist in Beast Boy verliebt.
- Cyborg ist ein Cyborg. Er ist in der Lage, sämtliche Teile seines Körpers in Waffen zu verwandeln. Er ist in Jinx (von den Hives) verliebt.

## Veröffentlichung
Die erste Episode namens Legendary Sandwich wurde das erste Mal am 23. April 2013 in den USA auf Cartoon Network ausgestrahlt. In Deutschland wurde diese Episode mit dem Namen Sagenhaftes Sandwich am 1. Dezember 2014 das erste Mal auf dem deutschen Ableger von Cartoon Network ausgestrahlt.

## Synchronisation
In der englischen Version haben die Teen Titans dieselben Sprecher wie in der Originalserie, in der deutschen Version haben alle bis auf Cyborg ebenfalls dieselben Sprecher.
| Charakter      | Englischer Sprecher      | Deutscher Sprecher |
| -------------- | ------------------------ | ------------------ |
| Robin          | Scott Menville           | Julien Haggége     |
| Starfire       | Hynden Walch             | Susanne Geier      |
| Beast Boy      | Greg Cipes               | Rainer Fritzsche   |
| Raven          | Tara Strong              | Katja Primel       |
| Cyborg         | Khary Payton             | Christoph Banken   |
| Gizmo          | Lauren Tom               | Dirk Petrick       |
| Jinx           | Lauren Tom               | Nicole Hannak      |
| Mammoth        | Kevin Michael Richardson | Klaus Lochthove    |
| See-More       | Kevin Michael Richardson |                    |
| Billy Numerous | Scott Menville           | Santiago Ziesmer   |
| Terra          | Ashley Johnson           | Johanna M. Schmidt |
| Aqualad        | Wil Wheaton              | Sebastian Schulz   |
| Mas            | Freddy Rodreguez         |                    |
| Menos          | Freddy Rodreguez         |                    |
| Kid Flash      | Will Friedle             | David Turba        |

## Referenzen zur Vorgängerserie
Da es sich um eine Neuauflage der Serie Teen Titans handelt, gibt es in manchen Episoden auch einige Anspielungen oder Parodien auf das Original:
- In Staffel 1 Episode 49 Träume (Dreams) ist in Robins Traum ein Ausschnitt aus dem Teen Titans-Film Trouble in Tokyo zu sehen.
- In Staffel 3 Episode 10 Die vierte Wand (The fourth Wall): Der Video-Freak erscheint im Fernseher der Titans und sagt ihnen, dass sie in einer Fernsehserie sind, woraufhin sie sich das Teen Titans Go!-Intro anschauen. Danach beschwert sich Video-Freak, dass die Serie zu viele schlechte Witze und Fäkal-Humor besitzt und er daher keine Preise bekommt. Daraufhin droht er den Titans, dass er ihre Serie neu auflegen wird. Cyborg erwidert, dass das nicht wahr sei und der Video-Freak erwähnt, dass er die Teen Titans schon mal neu aufgelegt hat, woraufhin er ihnen die gesamte Teen Titans-Serie zeigt. Am Ende der letzten Folge beschweren sich die Titans, dass es keine 6. Staffel der Serie gibt, danach steht Robin entsetzt auf und nennt den Video-Freak ein Monster, weil er die Teen Titans abgesetzt hat.